# جازمین جونز
جازمین جونز (انگلیسی: Jazmine Jones؛ زادهٔ ۱۵ اکتبر ۱۹۹۶) بازیکن بسکتبال اهل ایالات متحده آمریکا است.